# Sorindeia batekeensis
Sorindeia batekeensis är en sumakväxtart som beskrevs av Paul Lecomte. Sorindeia batekeensis ingår i släktet Sorindeia och familjen sumakväxter. Inga underarter finns listade i Catalogue of Life.